# VeChain
VeChain ist eine 2015 gegründete Blockchain-Plattform, die für den Einsatz in Lieferketten und Geschäftsprozessen konzipiert wurde. Sie basiert auf der Distributed-Ledger-Technik.

## Geschichte
VeChain wurde 2015 von Sunny Lu, dem ehemaligen Chief Information Officer (CIO) von Louis Vuitton China, gegründet. Ursprünglich als Tochtergesellschaft von Bitse, einem der größten Blockchain-Unternehmen Chinas, gestartet, hat sich VeChain zu einer eigenständigen Plattform entwickelt. Im Jahr 2018 wechselte VeChain von der Ethereum-Blockchain zu ihrer eigenen Blockchain und benannte sich in VeChainThor um.

## Technologie
VeChain ist eine Blockchain-Plattform, die für den Einsatz in Unternehmen konzipiert wurde und zur Dokumentation von Geschäftsprozessen sowie Lieferketten genutzt wird. Sie verwendet ein Dual-Token-System, bestehend aus VeChain Token (VET), das als Wertträger dient, und VeThor Token (VTHO), das zur Bezahlung von Transaktionsgebühren genutzt wird.
Das Netzwerk basiert auf dem Proof-of-Authority (PoA)-Konsensmechanismus, bei dem autorisierte Validatoren Transaktionen bestätigen. Das PoA-Modell wird als energieeffizientere Alternative zu Proof-of-Work-Systemen beschrieben.
VeChainThor unterstützt Smart Contracts, die Unternehmen automatisierte Abläufe und den Aufbau dezentraler Anwendungen (dApps) ermöglichen. Besonders in der Lieferkettenbranche wird VeChain genutzt, um mit IoT-Sensoren Produktdaten fälschungssicher auf der Blockchain zu speichern.
Zusätzlich bietet VeChain mit ToolChain eine Blockchain-as-a-Service-Lösung an, die durch standardisierte Tools und Schnittstellen eine vereinfachte Implementierung der VeChain-Blockchain ermöglicht.

## Anwendungsfälle
VeChain wird in verschiedenen Branchen zur Dokumentation und Rückverfolgbarkeit von Geschäftsprozessen mit Blockchain-Technologie eingesetzt. Zu den wichtigsten Einsatzgebieten gehören:
- Lieferkettenmanagement: Das Netzwerk ermöglicht, den gesamten Lebenszyklus von Produkten zu dokumentieren. Mithilfe der Blockchain können Hersteller, Händler und Verbraucher Informationen zu Herkunft, Produktionsprozessen und Transport eines Produkts in Echtzeit abrufen. Dies wird insbesondere in der Lebensmittel- und Luxusgüterbranche genutzt.[7][8]
- Automobilindustrie: Es wurde eine digitale Lösung für Fahrzeugwartungsbücher entwickelt. Durch die fälschungssichere Speicherung von Wartungs- und Reparaturdaten auf der Blockchain wird Manipulationen vorgebeugt.[9]
- Modeindustrie: In der Modebranche wird VeChain zur Speicherung von Informationen über Materialien, Lieferketten und Nachhaltigkeitsstandards genutzt. Einige Unternehmen setzen die Technologie ein, um die Herkunft und Produktionsbedingungen ihrer Produkte transparenter darzustellen.[10][11]